# Абрамов, Лев Калистратович
Лев Калистра́тович Абра́мов (7 [20] февраля 1906, Орловская губерния — 1998) — советский архитектор, художник-график, преподаватель архитектурного факультета Ленинградского инженерно-строительного института (с 1931 года), профессор, декан факультета (1946—1948), исследователь архитектуры; кандидат архитектурных наук (1934), доктор архитектуры (1951).

## Биография
Родился в Орловской губернии в семье шахтёра. Сам работал шахтёром. Учился в Харьковском художественном техникуме (1923—1926) у А. А. Коккеля, С. М. Прохорова и Институте пролетарского изобразительного искусства (название в 1930—1932 гг. Института живописи, скульптуры и архитектуры имени И. Е. Репина) в Ленинграде (1926—1931) у С. С. Серафимова и Н. А. Троцкого.
С 1931 года преподавал в Ленинградском инженерно-строительном институте (ЛИСИ, ныне — Санкт-Петербургский государственный архитектурно-строительный университет, СПбГАСУ).
Как архитектор работал в мастерской номер 5 Ленпроекта Г. А. Симонова, где спроектировал дома на Малой Охте. В 1934 году получил учёную степень кандидата архитектурных наук: защитил диссертацию по теме «Проблема синтеза пространственных искусств» и проект Морского вокзала в Ленинграде.
По данным на 1938 год работал в проектном институте Гипровод, имевшем в разное время названия Гипроиз, Ленводпроиз, Переселенпроект, Ленводпроект и Ленгипроводхоз (Ленинградский государственный институт по проектированию водохозяйственного и мелиоративного строительства).
Участник Великой Отечественной войны; воевал на Ленинградском фронте. Участвовал в освобождении города Гатчины, где во время войны сильно пострадал дворцово-парковый ансамбль бывшей царской резиденции, и с 1947 года Абрамов в штате музея «Гатчина» в должности научного сотрудника проводит исторические изыскания для разработки проекта восстановления ансамбля.
С 1951 года доктор архитектуры, с 1952 года профессор ЛИСИ  В 1946—1948 гг. декан архитектурного факультета. Написал учебник «Руководство по цвету для архитекторов, строителей и студентов» (1967).
Изучал и описал народную архитектуру Кореи.
Художник. Автор графических работ с видами послевоенной Гатчины, акварелей серии о народном творчестве Кореи, акварельных видов Гагры, Сочи, Пярну, портретов строителей Братской ГЭС.

## Проекты
- Жилой дом[6] Кировского завода на улице (затем проспект) Стачек.
- Школа N 381 Кировского района Ленинграда[11] на Ушаковской улице — ныне улица Зои Космодемьянской (Санкт-Петербург).
- Два (три[6]) жилых дома[7][8] на улице Стахановцев в районе Малая Охта.
- Дом Красной Армии в Кронштадте (конкурс, II премия, совместно с арх. Б. Р. Рубаненко),
- Дворец молодежи в Сталинграде (закрытый конкурс, проект совместно с арх. Шелковым).
- Конкурсный проект на памятник академику архитектуры И. А. Фомину, 1939 год[1][12].
- План восстановления после Великой Отечественной войны дворца и парков Гатчины[1].

В качестве соавтора проекта жилого комплекса Дом специалистов на Лесном проспекте, 61, Л. К. Абрамов  указан в авторитетном путеводителе «Ленинград» 1986 г., но, по данным на странице о доме сайта о петербургской архитектуре Citywalls.ru, он не указан как участник проектирования в Росреестре.

## Печатные труды
- Абрамов Л. К. Новые материалы о работах В. И. Баженова в Гатчине. //Абрамов Л. К. Проблема изучения наследия русской архитектуры и современные задачи проектно-восстановительных работ по дворцу и паркам Гатчины. Ленинград, 1951 г.[15][16]
- Абрамов Л. К. Проблема изучения наследия русской архитектуры и современные задачи проектно-восстановительных работ по дворцу и паркам Гатчины. Автореферат докт. дисс. Ленинград, 1951 г.[16]
- Абрамов Л. К. Каталог выставки рисунков, акварелей и обмеров «Народное зодчество Кореи». Ленинград, Госстройиздат. 1954 г.[17]
- Абрамов Л. К. О коренной перестройке учебного процесса и о профиле подготавливаемого специалиста архитектора. Тезисы доклада. Ленинград, 1956 г.[18]
- Абрамов Л. К. Руководство по цвету для архитекторов, строителей и студентов. 1967 г.[1][19]
- Л. К. Абрамов. Народное зодчество Кореи. // Корейское классическое искусство. Сборник статей. Издательство «Наука». Главная редакция восточной литературы. Москва, 1972 г. Составитель Л. И. Киреева. Ответственный редактор Л. Р. Концевич. Стр. 80-93. (Текст сборника находится на сайтах Artyx и «Корё сарам»).

## Выставки
- Народное зодчество Кореи. Выставка рисунков, акварелей и обмеров. Персональная. Ленинград, 1954 г.[1][17]